# Medición del tiempo

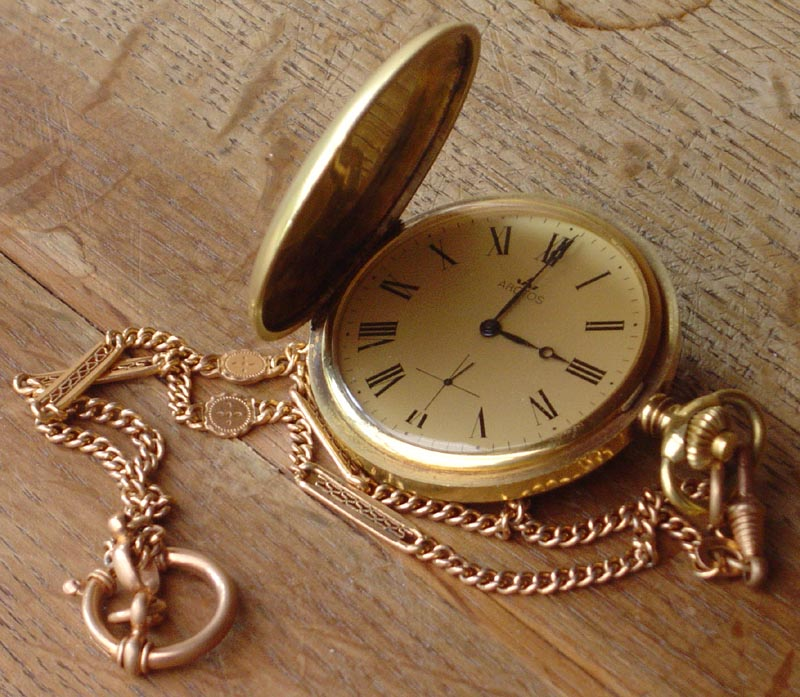
Reloj de bolsillo, un instrumento de medición del tiempo.

La medición del tiempo es la base fundamental de la precisión del Sistema Internacional de Unidades. Por lo tanto, es necesario comprender los fundamentos de la medición del tiempo y comprender la doble necesidad: permanecer comprensible y útil para el hombre, de la forma más precisa posible.

## Concepto de tiempo medible
Al igual que con cualquier cantidad fundamental, se debe definir el concepto. Tres aspectos claves son:
- Igualdad:

La simultaneidad define experimentalmente lo que significa t1 = t2 (en el sentido de la relación de equivalencia en matemáticas: reflexiva, simétrica y transitiva). En el marco de la física newtoniana donde las velocidades no están limitadas, esto es posible y permite definir el concepto de eventos simultáneos: se dice que todos los eventos de esta clase de equivalencia tuvieron lugar en la misma fecha.
- Tiempo como una cantidad reconocible:

Para dar a este concepto el estado de magnitud identificable, es necesario poder definir experimentalmente una relación de un orden total (reflexivo, antisimétrico y transitivo): entonces se dirá que es posible hablar de una fecha posterior a otra.
En estas condiciones, solo resta encontrar una (o más) sucesión de eventos en los que todos los experimentadores estarán de acuerdo en que son posteriores entre sí. La elección de una escala de tiempo T = f (t) es entonces arbitraria, siempre que f (t) aumente: definimos así una escala geológica, histórica, lingüística, cronoquímica, psicológica, ...
- El tamaño puede ser medido:

Se puede establecer experimentalmente entre dos "duraciones" una relación binaria, llamada suma, que es isomórfica al grupo aditivo de reales: la operación dt1 + dt2 = dt3 debe ser asociativa, tener un elemento neutral y se debe saber cómo explicar lo que significa dt1 + dt2 = 0. Por otro lado, a menudo es necesario darle estructura de cuerpo y poder validar el axioma de Arquímedes: es decir, que n .dt1 puede durar tanto que queremos tomando n lo suficientemente grande. Esto a menudo se pasa por alto: por ejemplo, creemos que el tiempo es infinitamente divisible. También creemos que el tiempo pasado o futuro no tiene horizonte (de lo contrario, sabemos qué transformación hacer para esto).
Entonces, se puede definir dt.1/To, To como una duración fundamental tomada para la unidad.
Estas tres nociones forman la base del concepto de tiempo en la ciencia, desde un punto de vista epistemológico; se hace hincapié en la naturaleza experimental. Esto solo es importante para destacar de las discusiones sobre la elasticidad del tiempo psicológico u otro.

## Elección de unidad
Para ser aceptada, una unidad debe ser:
- para siempre, es decir perenne
- universal: todos deben adoptarla y acceder a ella
- de fácil acceso y transferible con trazabilidad, de lo contrario la sanción será inmediata: aparecerá otra unidad más eficiente.
- uniforme en las mediciones
- precisa: a menudo se elige el instrumento más preciso: de lo contrario, el sector de investigación líder elige su unidad y ya no hay UNIDAD en las mediciones. También es necesario que este instrumento sea fácil de fabricar o que la transferencia de tiempo sea utilizable.
- el reloj debe ser exacto o correcto; Pero la vida de un reloj es limitada.
- estable: aún debe establecerse que esta precisión dura y perdura: ¡la suma acumulativa de To no sería útil para establecer una escala de tiempo si el dispositivo derivara! Por ejemplo, el período de desviaciones de los púlsares de milisegundos: sabemos cómo reajustar esta deriva, pero no tan bien como con un conjunto de relojes atómicos. Del mismo modo, los masers son, con mucho, los más precisos actualmente en corta duración, pero no sabemos cómo reproducir dos masers idénticos y sus derivaciones: por lo tanto, inutilizables para una escala de tiempo.

La uniformidad, la precisión y la estabilidad están vinculadas y requieren una definición científica precisa (véase la varianza de Allan).
La rotación de la Tierra se ralentiza inexorablemente: sabemos parcialmente cómo corregirla; pero eso está lejos de la precisión de los relojes atómicos. Lo mismo ocurre con la duración de la revolución de la Tierra alrededor del sol.
La conclusión ha sido una evolución cuidadosa del Sistema Internacional.

## Breve historia
- En 1884, durante la Conferencia de Washington la Hora media de Greenwich fue adoptada como referencia mundial, basada en la rotación de la Tierra, la antigua sucesión día-noche que se creía que era perenne. La misma fue reemplazada por el Tiempo Universal (TU) en 1925.
- Nicolas Stoyko, ya en 1937, al comparar las variaciones estacionales en el movimiento del reloj, estableció que la Tierra gira más rápidamente de julio a octubre que durante el resto del año.
- Entonces la teoría se entiende bien: la distancia desde la Luna está directamente relacionada con las mareas y está relacionada con la desaceleración de la Tierra: el día sideral varía y el mes lunar también. Los disparos con láser desde 1969 en la Luna indican una variación de la distancia a la Luna de 3.82(5)cm/año.
- En 1956, se analiza el movimiento del polo Chandler (período 434 días, más componente estacional, más peligros) todo está en su lugar para tomar el año tropical como una unidad.
- En 1960, el segundo se define a partir de la duración del año tropical 1900, es decir, del movimiento de revolución de la Tierra alrededor del Sol: esta es la fracción 1/31 556 925, 974 7 del año tropical. La escala de tiempo correspondiente es el tiempo de efemérides (TE); que tendrá una breve existencia (1960-1967), debido en parte a su dificultad de uso y la complejidad de su medición.
- Además, aparecen los masers y los primeros relojes atómicos. Su precisión y estabilidad desafían toda competencia astronómica. La 13.ª Conferencia General sobre Pesos y Medidas cambió la definición del segundo. A partir de 1967, será la duración de 9.192.631.770 períodos de radiación correspondientes a la transición entre los dos niveles hiperfinos del estado fundamental del átomo de Cesio 133, a 0 kelvin, en el elipsoide terrestre pivotante de referencia. Esta transición medida con una precisión de 10-15. Se crea el Tiempo atómico, y al poco tiempo el TAI con el desarrollo de relojes atómicos en todo el mundo.

El 0 Kelvin significa que se corrige el efecto Doppler transversal del segundo orden, al igual que se corrige la influencia de la altitud, debido al cambio de Einstein (Experimento de Pound-Rebka en 1959 ), y la rotación de la Tierra (efecto Sagnac-Einstein).
Desde el TAI, se construye la escala de tiempo de referencia, UTC.